# Chiesa di Sant'Oronzo (Campi Salentina)
La chiesa di Sant'Oronzo, è una chiesa barocca di Campi Salentina edificata tra il 1662 e il 1670. Fu voluta dall'arcivescovo di Lecce Luigi Pappacoda in seguito alla scelta dei campioti di eleggere come protettore Sant'Oronzo.

## Prospetto
Il prospetto della chiesa, semplice ma allo stesso tempo elegante, è costituito da essenziali elementi architettonici. Al centro si aprono un finestrone e un portale architravato i cui fregi richiamano quelli del cornicione.

## Interno
L'interno è ad aula unica con pareti laterali in carparo e pietra. Statue, putti oranti e festoni di frutta e fiori, ricoperti di oro zecchino, fanno dell'edificio un classico esempio dell'architettura decorativa del barocco leccese.
Di particolare pregio artistico è l'altare maggiore con tela seicentesca del pittore bitontino Carlo Rosa raffigurante Sant'Oronzo che protegge le città di Campi e di Lecce. L'altare, rifatto nel 1737 è adornato da sculture policrome in pietra leccese, come le statue di San Fortunato e di San Giusto poste sulla sommità delle colonne.
Fino a qualche anno fa, nella chiesa si conservava un'argentea statua del santo del XVII secolo che veniva portata in processione durante i festeggiamenti del 1º settembre. La statua venne trafugata e mai più ritrovata.